# Cantó d'Anglet-Nord
El cantó d'Anglet-Nord era una divisió administrativa francès, situat al departament dels Pirineus Atlàntics et la regió Nova Aquitània.

## Composició
El cantó era format per la part nord de la comuna d'Angelu, que està dividida amb el cantó d'Anglet-Sud.

## Llista dels consellers generals
| Data d'elecció                               | Identitat          | Partit | Qualitat         |
| -------------------------------------------- | ------------------ | ------ | ---------------- |
| 1982                                         | André Graciannette | UDF    |                  |
| 1985                                         | André Graciannette | UDF    |                  |
| 1992                                         | André Graciannette | UDF    |                  |
| 1998                                         | Jean Espilondo     | PS     |                  |
| 2004                                         | Jean Espilondo     | PS     | alcalde d'Anglet |
| Les dades anteriors a 1982 no són conegudes. |                    |        |                  |
|                                              |                    |        |                  |